# 對不起 (瑪丹娜歌曲)
《對不起》（英語：Sorry）是美國女歌手瑪丹娜在2006年2月發行的單曲，這首單曲在《告示牌》百强单曲榜獲得第58名，在舞曲榜獲得冠軍，成為瑪丹娜第35首冠軍舞曲，在英國為冠軍單曲。

## 內容

### 歌曲簡介
〈對不起〉由瑪丹娜和英國電音製作人史都華·普萊斯共同打造，它的曲風延續了〈心神不寧〉，都是採上個世紀1980年代的舞池風格，融合時尚電音和迪斯可等元素，呈現出濃濃懷舊味道，但卻又是首相當現代的流行舞曲。這首充滿動感與速度感的電子舞曲談到了自信與自負等主題，瑪丹娜在歌曲間奏的口白中，穿插了法文、義大利文、日文、荷蘭文…等，用了大約10種不同語言說Sorry，也造成了話題。

### 商業成績
〈對不起〉是專輯《娜‧語‧錄》（Confessions On A Dance Floor）所推出的第二首單曲，第一首主打歌曲〈心神不寧〉在單曲榜獲得第7名的成績，但它的氣勢並沒有大大的影響到這首單曲。〈對不起〉在美國單曲榜連前40名都進不了，僅止步於第58名，讓許多看好這支單曲的歌迷們相當的意外。〈對不起〉在榜內時間也待不到兩個月，一共只停留了6週。〈對不起〉在流行單曲榜的表現不理想，但它在舞曲榜上成績告捷，為瑪丹娜再增添一首冠軍舞曲。
〈對不起〉在英國單曲榜上表現出色，繼前一首單曲〈心神不寧〉之後，〈對不起〉也陸續登上了榜首，它成為瑪丹娜第12首英國冠軍單曲。

### 音樂錄影帶
在〈對不起〉的音樂錄影帶，為銜接上一首單曲〈心神不寧〉影片中迪斯可懷舊復古的愉悅氛圍，瑪丹娜與舞群穿著溜冰鞋，在冰宮的舞池中勁歌熱舞。舞者們各個身懷絕技，影片中紛紛展現超高過人的舞藝，令人看了相當過癮。另外值得一提的是，瑪丹娜在這部音樂影片還請來了同志成人片男星偉弗萊德·奈特（Wilfried Knight）客串演出。瑪丹娜和同志族群的關係相當友好，在支持她的粉絲群體中同志就佔了相當大的比例，瑪丹娜也因時常挺身為同志朋友們發聲、爭取平權，所以她的舞曲在同志舞廳中一直都深受同志朋友們的支持和喜愛，是名副其實的「同志偶像」。